# Bill Paxton
William Archibald Paxton (Fort Worth, Texas, 17 de mayo de 1955-Los Ángeles, California, 25 de febrero de 2017) fue un actor y director de cine y televisión estadounidense. 
Paxton, uno de los secundarios ilustres de Hollywood, fue nominado al Globo de Oro y a los Emmy, y ganó el premio del Sindicato de Actores al mejor reparto. 
Comenzó su carrera trabajando en el departamento artístico de decenas de pequeñas producciones y acabó por convertirse en un rostro frecuente del cine de acción de las décadas de 1980 y 1990, en películas como Aliens (1986), True Lies (1994), Apolo 13 (1995), Twister (1996), Titanic (1997) y Límite vertical (2000) o en la serie Big Love (2006-2011). 

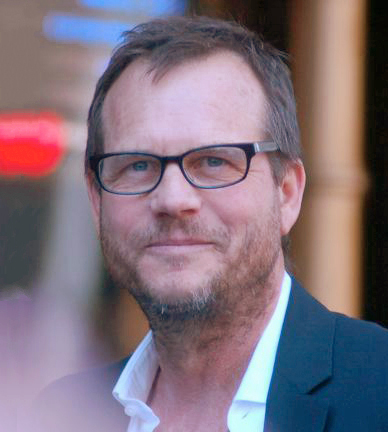
Bill Paxton en 2011

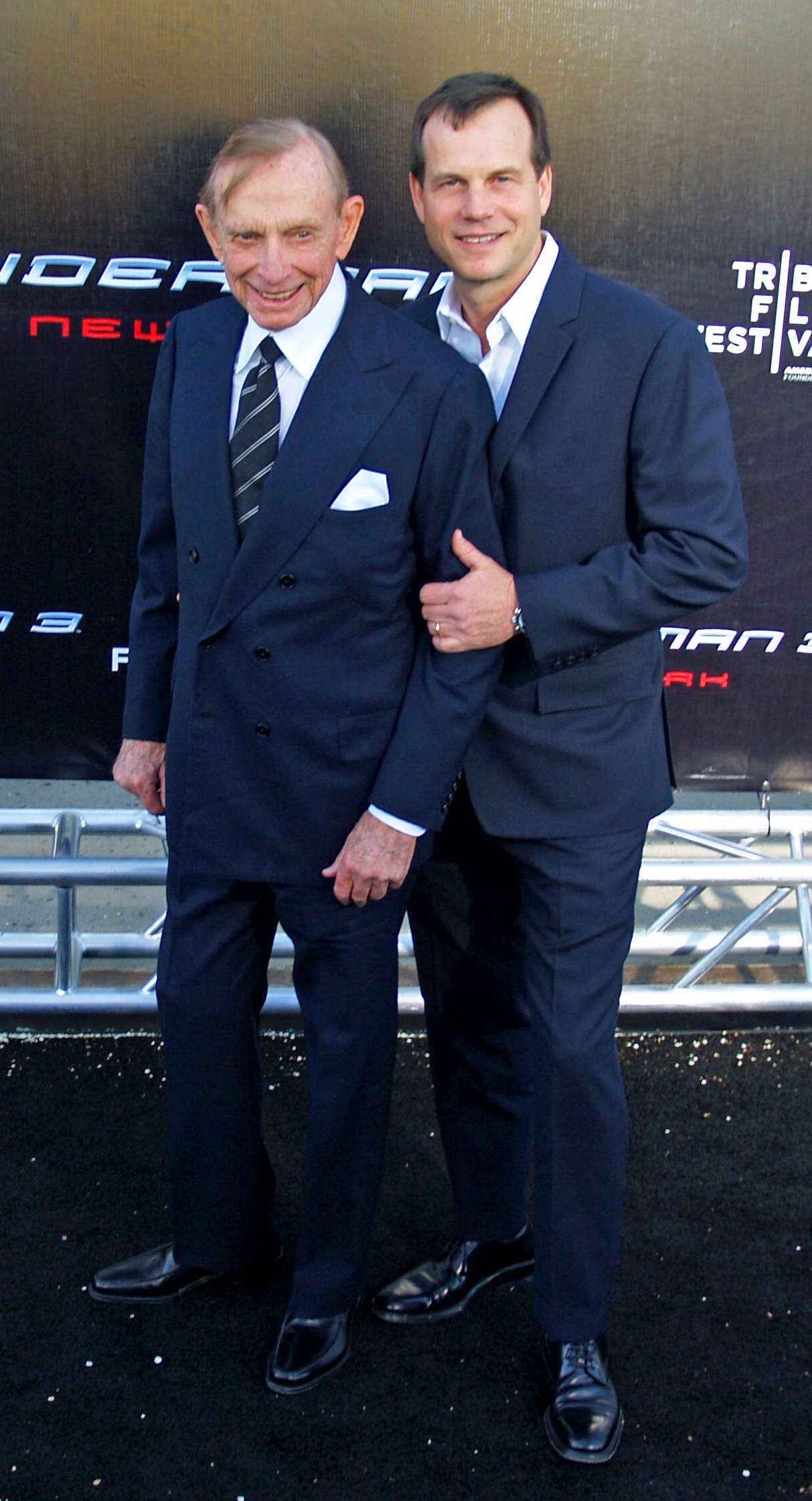
John Paxton y Bill Paxton, padre e hijo en 2007

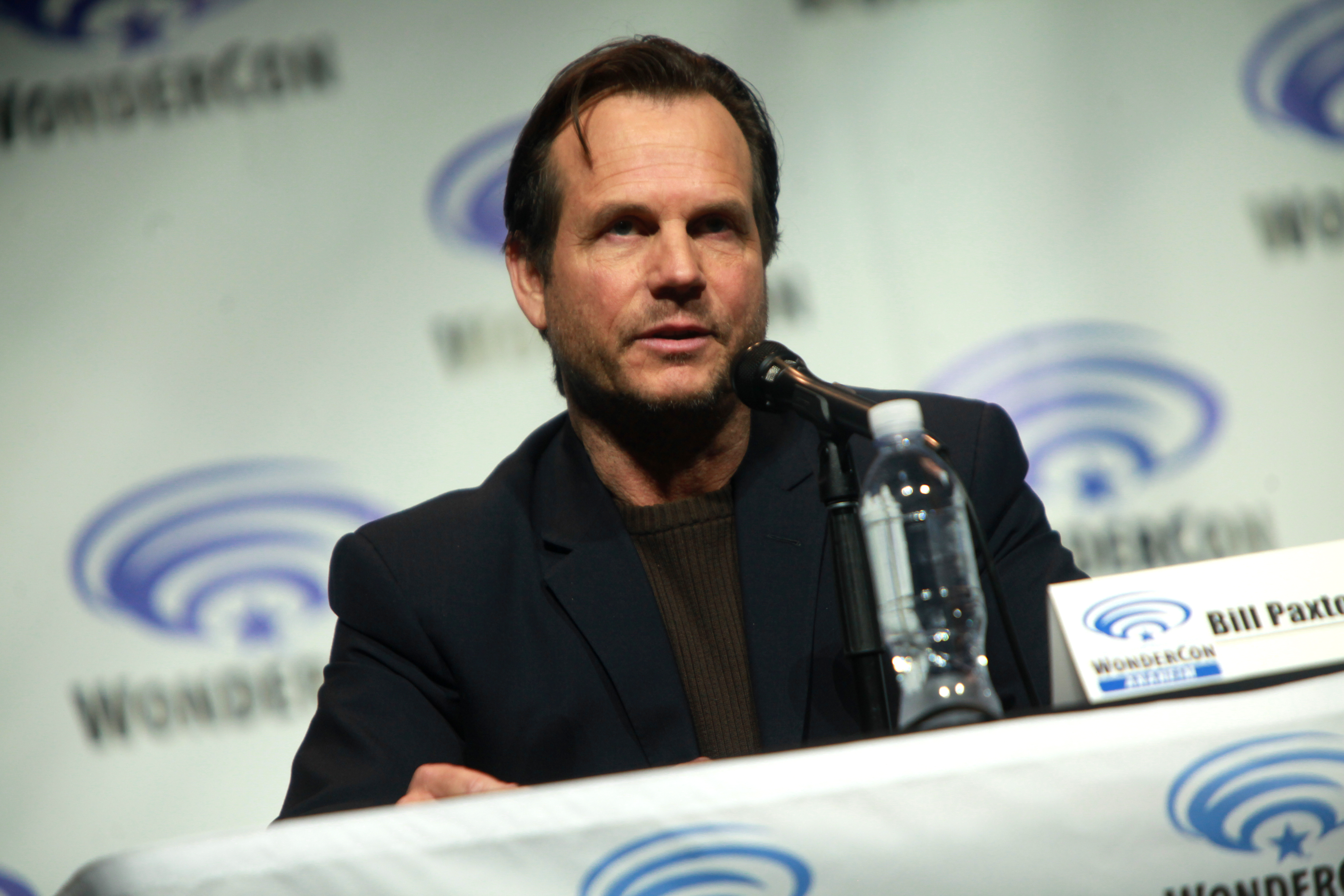
Bill Paxton el 19 de abril de 2014, en la WonderCon

## Biografía

### Primeros años
Fue hijo del empresario John Lane Paxton (1920-2011) y de Mary Lou Paxton (nacida Gray). Se mudó a la ciudad de Los Ángeles cuando tenía dieciocho años, donde encontró trabajo en la industria del cine de la mano de Roger Corman. Después de unos años se mudó a la ciudad de Nueva York, donde estudió interpretación en la Universidad de Nueva York.

### Vida privada
Contrajo matrimonio en dos ocasiones, la primera de ellas con Kelly Rowan. Estuvieron juntos un año, de 1979 a 1980, cuando finalmente se divorciaron. Después se casó con Louise Newbury en 1987, a la que conoció en un autobús en Londres (Reino Unido), la cual lo acompañó hasta el día de su muerte. Tuvieron dos hijos: James Paxton (nacido en 1994) y Lydia Paxton (nacida en 1997).

### Fallecimiento
El 25 de febrero de 2017, Paxton murió a la edad de 61 años debido a las complicaciones que tuvo después de una cirugía cardíaca. Once días antes, el actor se había sometido a una cirugía para sustituir una válvula del corazón y corregir un aneurisma aórtico. Por desgracia, se produjeron complicaciones que empeoraron aún más su estado de salud. Algunas fuentes hablan de que murió de un derrame cerebral.

## Carrera cinematográfica
Calles de fuego (1984), Terminator (1984) y Aliens (1986) son algunos de los ejemplos de los inicios conocidos de Paxton como actor. Tanto Terminator como Aliens fueron dirigidas por James Cameron y se convirtieron en un éxito de la crítica y del público, lo que favoreció la carrera del actor. Después, participó en películas de poca repercusión y volvió a rodar a las órdenes de James Cameron en Mentiras arriesgadas (1994), esta última protagonizada por Arnold Schwarzenegger y Jamie Lee Curtis y que logró recaudar 370 millones de dólares en todo el mundo.
Apollo 13 (1995) y Twister (1996) fueron sus siguientes éxitos. En la primera trabajó junto con Tom Hanks, Ed Harris y Kevin Bacon; logrando recaudar 355 millones de dólares, la película tuvo nueve nominaciones a los Óscar, incluyendo el Óscar a la mejor película, y Paxton ganó el Premio del Sindicato de Actores al Mejor reparto. Con Twister, película dirigida por Jan de Bont y que protagonizó junto con Helen Hunt y Philip Seymour Hoffman, lograron recaudar 500 millones de dólares en todo el mundo.
Un año después de este largometraje volvió a trabajar a las órdenes de James Cameron en Titanic (1997), interpretando a Brock Lovett, un empresario obsesionado con los restos del Titanic. Para la realización del filme, Paxton junto a Cameron y a un grupo selecto de personajes relacionados con el tema descendieron a los restos del malogrado buque en un minisubmarino MIR de alta profundidad que fue parte de las operaciones del buque oceanográfico Keldish.
La película se convirtió en un extraordinario éxito, recaudando más de 1800 millones de dólares en todo el planeta y ganando once Óscar, incluyendo el Óscar a la mejor película. Tras el éxito de Titanic, Paxton protagonizó un telefilme, A Bright Shining Lie (1998), que le supuso una candidatura al Globo de Oro al mejor actor de miniserie o telefilme. Ya en la década de los 2000 participó en películas como Vertical Limit (2000), en la que compartía cartel con Chris O'Donnell, U-571 (2000) o en las secuelas de Spy Kids, Spy Kids 2: The Island of Lost Dreams (2002) y Spy Kids 3-D: Game Over (2003), ambas protagonizadas por Antonio Banderas. Por otro lado, protagonizó la adaptación al cine de Thunderbirds (2004) junto con Ben Kingsley y Vanessa Hudgens, que no funcionó en taquilla como se esperaba y apenas recibió apoyo de la prensa especializada.
Protagonizó luego la serie Big Love junto con Jeanne Tripplehorn, Amanda Seyfried y Chloë Sevigny desde 2006. Por su papel fue galardonado en tres ocasiones al Globo de Oro en la categoría de Mejor actor de serie de televisión dramática y algún Emmy. En 2011 estrenó Haywire, película en la que trabajó junto con Channing Tatum, Michael Douglas, Ewan McGregor y Antonio Banderas. 
En 2012 protagonizó la miniserie televisiva Hatfields & McCoys, junto con Kevin Costner y dirigida por Kevin Reynolds. Paxton fue nominado al Emmy en la categoría a mejor actor principal en miniserie, que finalmente ganó su compañero de reparto Kevin Costner. La miniserie consta de tres capítulos y fue emitida por el canal History.
En abril de 2013, Paxton protagonizó The Colony, una película de ciencia ficción dirigida por el director Jeff Renfroe, y que contó con los actores Laurence Fishburne y Kevin Zegers. En agosto de ese mismo año formó parte del reparto principal de 2 Guns, un thriller de Baltasar Kormákur, donde actuó junto con Mark Wahlberg y Denzel Washington. En la primera mitad de 2014, participó de la primera temporada de la serie Agents of S.H.I.E.L.D., de la cadena ABC, como el principal villano de dicha temporada, John Garrett.
También a principios de 2014 estrenó Edge of Tomorrow, dirigida por Doug Liman, coprotagonizada por Tom Cruise y Emily Blunt, una película futurista de ciencia ficción basada en un manga.
Además, dirigió dos cortometrajes, Fish Heads y Tattoo, y un capítulo de Saturday Night Live, además de demostrar ser un competente director de cine con dos películas tan notables como Escalofrío y Juego de honor.
En 2017 participó de la cinta de ciencia ficción y drama El círculo, dirigida por James Ponsoldt y protagonizada por Emma Watson y Tom Hanks. 
Su último papel fue como protagonista de la serie de una temporada de duración Training Day, de la cadena CBS.

## Cultura popular
Bill Paxton es reconocido por ser uno de los pocos que fue asesinado por xenomorfos, en Aliens, un terminator en Terminator I y por un Depredador en Depredador II, tres de los monstruos cinematográficos más famosos de los últimos años.

## Filmografía completa

### Actor

#### Cine
| Cine | Cine                                                          | Cine                                                          | Cine                                                          | Cine                              | Cine   |
| Año  | Título                                                        | Título                                                        | Título                                                        | Papel                             | Ref.   |
| Año  | Título original                                               | Título en España                                              | Título en Hispanoamérica                                      | Papel                             | Ref.   |
| ---- | ------------------------------------------------------------- | ------------------------------------------------------------- | ------------------------------------------------------------- | --------------------------------- | ------ |
| 1975 | Crazy Mama                                                    | Crazy Mama                                                    | Crazy Mama                                                    | John (no acreditado)              | [ 13 ] |
| 1981 | Stripes                                                       | El pelotón chiflado                                           | El pelotón chiflado                                           | Soldado                           | [ 14 ] |
| 1982 | Night Warning                                                 | Night Warning                                                 | Night Warning                                                 | Eddie                             | [ 15 ] |
| 1983 | Taking Tiger Mountain                                         | Taking Tiger Mountain                                         | Taking Tiger Mountain                                         | Billy Hampton                     | [ 16 ] |
| 1983 | The Lords of Discipline                                       | The Lords of Discipline                                       | The Lords of Discipline                                       | Gilbreath                         | [ 14 ] |
| 1983 | Mortuary                                                      | Enterrado vivo                                                | Mortuary                                                      | Paul Andrews                      | [ 14 ] |
| 1984 | Streets of Fire                                               | Calles de fuego                                               | Calles de fuego                                               | Clyde el barman                   | [ 14 ] |
| 1984 | Impulse                                                       | Impulso infernal                                              | Impulso infernal                                              | Eddie                             | [ 14 ] |
| 1984 | The Terminator                                                | Terminator                                                    | El Exterminador                                               | Líder de la pandilla punk         | [ 14 ] |
| 1985 | Weird Science                                                 | La Mujer Explosiva                                            | Ciencia Loca                                                  | Chet Donnelly                     | [ 14 ] |
| 1985 | Commando                                                      | Comando                                                       | Comando                                                       | Oficial interceptado              | [ 14 ] |
| 1986 | Aliens                                                        | Aliens: el regreso                                            | Alien 2: El Regreso                                           | Soldado William Hudson            | [ 14 ] |
| 1987 | Near Dark                                                     | Los viajeros de la noche                                      | Los viajeros de la noche                                      | Severen                           | [ 14 ] |
| 1988 | Pass the Ammo                                                 | Pass the Ammo                                                 | Pass the Ammo                                                 | Jesse Wilkes                      | [ 14 ] |
| 1989 | Slipstream                                                    | La furia del viento                                           | La furia del viento                                           | Matt Owens                        | [ 14 ] |
| 1989 | Next of Kin                                                   | La venganza                                                   | Con su propia ley                                             | Gerald Gates                      | [ 14 ] |
| 1989 | Back to Back                                                  | Back to Back                                                  | Back to Back                                                  | Bo Brand                          | [ 14 ] |
| 1990 | Brain Dead                                                    | El Ojo del Horror                                             | El Ojo del Horror                                             | Jim Reston                        | [ 14 ] |
| 1990 | The Last of the Finest                                        | The Last of the Finest                                        | The Last of the Finest                                        | Howard 'Hojo' Jones               | [ 14 ] |
| 1990 | Navy Seals                                                    | Navy Seals, comando especial                                  | Navy Seals, comando especial                                  | Dane                              | [ 14 ] |
| 1990 | Predator 2                                                    | Depredador 2                                                  | Depredador 2                                                  | Jerry Lambert                     | [ 14 ] |
| 1991 | The Dark Backward                                             | The Dark Backward                                             | The Dark Backward                                             | Gus                               | [ 14 ] |
| 1992 | The Vagrant                                                   | The Vagrant                                                   | The Vagrant                                                   | Graham Krakowski                  | [ 14 ] |
| 1992 | One False Move                                                | Un paso en falso                                              | Un paso en falso                                              | Dale 'Hurricane' Dixon            | [ 14 ] |
| 1992 | Trespass                                                      | El tiempo de los intrusos                                     | Oro y cenizas                                                 | Vince                             | [ 14 ] |
| 1993 | Monolith                                                      | Monolith                                                      | Comisionado para matar                                        | Tucker                            | [ 14 ] |
| 1993 | Indian Summer                                                 | Un verano para recordar                                       | Cuando llega el otoño                                         | Jack Belston                      | [ 14 ] |
| 1993 | Boxing Helena                                                 | Mi obsesión por Helena                                        | Mi obsesión por Helena                                        | Ray O'Malley                      | [ 14 ] |
| 1993 | Tombstone                                                     | Tombstone: la leyenda de Wyatt Earp                           | Tombstone                                                     | Morgan Earp                       | [ 14 ] |
| 1994 | True Lies                                                     | Mentiras arriesgadas                                          | Mentiras verdaderas                                           | Simon                             | [ 14 ] |
| 1994 | Frank & Jesse                                                 | Frank y Jesse                                                 | Frank y Jesse                                                 | Frank James                       | [ 14 ] |
| 1994 | Future Shock                                                  | Future Shock                                                  | Future Shock                                                  | Vince                             | [ 14 ] |
| 1995 | The Last Supper                                               | La última cena                                                | La última cena                                                | Zachary Cody                      | [ 14 ] |
| 1995 | Apollo 13                                                     | Apollo 13                                                     | Apollo 13                                                     | Fred Haise                        | [ 14 ] |
| 1996 | Twister                                                       | Twister                                                       | Tornado                                                       | Bill «The Extreme» Harding        | [ 14 ] |
| 1996 | The Evening Star                                              | La fuerza del cariño 2: La vida continúa                      | La fuerza del cariño 2: La vida continúa                      | Jerry Bruckner                    | [ 14 ] |
| 1997 | Traveller                                                     | Traveller                                                     | Traveller                                                     | Bokky                             | [ 14 ] |
| 1997 | Titanic                                                       | Titanic                                                       | Titanic                                                       | Brock Lovett                      | [ 14 ] |
| 1998 | A Simple Plan                                                 | Un plan sencillo                                              | El plan                                                       | Hank                              | [ 14 ] |
| 1998 | Mighty Joe Young                                              | Mi gran amigo Joe                                             | Joe                                                           | Profesor Gregory O'Hara           | [ 14 ] |
| 2000 | U-571                                                         | U-571: La batalla del Atlántico                               | La batalla del Atlántico                                      | Teniente Comandante Mike Dahlgren | [ 14 ] |
| 2000 | Vertical Limit                                                | Límite vertical                                               | Límite vertical                                               | Elliot Vaughn                     | [ 14 ] |
| 2001 | Frailty                                                       | Escalofrío                                                    | Fragilidad                                                    | Dad Meiks                         | [ 14 ] |
| 2002 | Spy Kids 2: Island of Lost Dreams                             | Spy kids 2: La isla de los sueños perdidos                    | Mini espías 2: La isla de los sueños perdidos                 | Dinky Winks                       | [ 14 ] |
| 2003 | Resistance                                                    | Resistance                                                    | Resistance                                                    | Alcalde Theodore 'Ted' Brice      | [ 17 ] |
| 2003 | Spy Kids 3-D: Game Over                                       | Spy Kids 3-D: Game Over                                       | Mini Espías 3                                                 | Dinky Winks                       | [ 14 ] |
| 2004 | Broken Lizard's Club Dread                                    | Club Dread                                                    | Club Dread                                                    | Coconut Pete                      | [ 14 ] |
| 2004 | Thunderbirds                                                  | Thunderbirds                                                  | Thunderbirds                                                  | Jeff Tracy                        | [ 14 ] |
| 2004 | Haven                                                         | Haven                                                         | Paraíso de violencia                                          | Carl Ridley                       | [ 18 ] |
| 2005 | Magnificent Desolation: Walking on the Moon 3D (cortometraje) | Magnificent Desolation: Walking on the Moon 3D (cortometraje) | Magnificent Desolation: Walking on the Moon 3D (cortometraje) | Edgar Mitchell                    | [ 19 ] |
| 2007 | The Good Life                                                 | The Good Life                                                 | La buena mentira                                              | Robbie                            | [ 14 ] |
| 2011 | Haywire                                                       | Indomable                                                     | La traición                                                   | John Kane                         | [ 14 ] |
| 2012 | Shanghai Calling                                              | Shanghai Calling                                              | Shanghai Calling                                              | Donald                            | [ 20 ] |
| 2013 | The Colony                                                    | Colonia V                                                     | Colonia Quinta                                                | Mason                             | [ 14 ] |
| 2013 | 2 Guns                                                        | Dos armas letales                                             | Armados y Peligrosos                                          | Earl                              | [ 14 ] |
| 2013 | Red Wing                                                      | Red Wing                                                      | Red Wing                                                      | Jim Verret                        | [ 14 ] |
| 2014 | Million Dollar Arm                                            | El chico del millón de dólares                                | El chico del millón de dólares                                | Tom House                         | [ 14 ] |
| 2014 | Edge of Tomorrow                                              | Al filo del mañana                                            | Al filo del mañana                                            | Sargento Mayor Farell             | [ 14 ] |
| 2014 | Nightcrawler                                                  | Nightcrawler                                                  | Primicia mortal                                               | Joe Loder                         | [ 14 ] |
| 2016 | Term Life                                                     | Term Life                                                     | Term Life                                                     | Detective Keenan                  | [ 14 ] |
| 2016 | Mean Dreams                                                   | Mean Dreams                                                   | Mean Dreams                                                   | Wayne Caraway                     | [ 14 ] |
| 2017 | The Circle                                                    | El círculo                                                    | El círculo                                                    | Vinnie                            | [ 14 ] |

#### Televisión
| Televisión | Televisión                | Televisión             | Televisión                                                        | Televisión    |
| Año        |                           |                        |                                                                   |               |
| Año        | Título original           | Papel                  | Notas                                                             | Ref.          |
| ---------- | ------------------------- | ---------------------- | ----------------------------------------------------------------- | ------------- |
| 1983       | Deadly Lessons            | Eddie Fox              | Película para televisión                                          | [ 14 ]        |
| 1985       | An Early Frost            | Bob Maracek            | Película para televisión                                          | [ 14 ]        |
| 1985       | The Atlanta Child Murders | Campbell               | Película para televisión                                          | [ 14 ]        |
| 1986       | Fresno                    | Billy Joe Bobb         | Miniserie de televisión                                           | [ 14 ]        |
| 1986       | Miami Vice                | Detective Vic Romano   | Serie de televisión, episodio: «Streetwise»                       | [ 21 ]        |
| 1987       | The Hitchhiker            | Trout                  | Serie de televisión, episodio: «Made for Each Other»              | [ 2 ]         |
| 1993       | Tales from the Crypt      | Billy DeLuca           | Serie de televisión, episodio: «People Who Live in Brass Hearses» | [ 21 ]        |
| 1998       | A Bright Shining Lie      | John Paul Vann         | Película para televisión                                          | [ 14 ]        |
| 2003       | Frasier                   | Ernie                  | Serie de televisión, episodio: «Analyzed Kiss»                    | [ 21 ]        |
| 2006-11    | Big Love                  | Bill Henrickson        | Serie de televisión, 53 episodios                                 | [ 22 ]        |
| 2012       | Hatfields & McCoys        | Randolph McCoy         | Serie de televisión, 3 episodios                                  | [ 22 ]        |
| 2014       | Agents of S.H.I.E.L.D.    | John Garrett           | Serie de televisión, 6 episodios                                  | [ 21 ]        |
| 2015       | Texas Rising              | Sam Houston            | Miniserie de televisión                                           | [ 23 ] [ 24 ] |
| 2015       | The Gamechangers          | Jack Thompson          | Película para televisión                                          | [ 25 ]        |
| 2017       | Training Day              | Detective Frank Roarke | Serie de televisión                                               | [ 21 ]        |

#### Videoclips
| Videoclips | Videoclips                 | Videoclips      | Videoclips |
| Año        | Título                     | Artista         | Ref.       |
| ---------- | -------------------------- | --------------- | ---------- |
| 1980       | Fish Heads                 | Barnes & Barnes | [ 26 ]     |
| 1982       | Shadows of the Night       | Pat Benatar     | [ 2 ]      |
| 1987       | Touched by the Hand of God | New Order       | [ 27 ]     |
| 1988       | Reach                      | Martini Ranch   | [ 2 ]      |
| 2003       | Eat You Alive              | Limp Bizkit     | [ 2 ]      |

#### Videojuegos
| Videojuegos | Videojuegos                    | Videojuegos | Videojuegos | Videojuegos | Videojuegos |
| Año         | Título original                | Papel       | Notas       | Ref.        |             |
| ----------- | ------------------------------ | ----------- | ----------- | ----------- | ----------- |
| 2015        | Call of Duty: Advanced Warfare | Kahn        | Exo Zombies | [ 28 ]      |             |

### Director
| Director de cine | Director de cine              | Director de cine           | Director de cine           | Director de cine | Director de cine |
| Año              | Título                        | Título                     | Título                     | Ref.             |                  |
| Año              | Título original               | Título en España           | Título en Hispanoamérica   | Ref.             |                  |
| ---------------- | ----------------------------- | -------------------------- | -------------------------- | ---------------- | ---------------- |
| 2001             | Frailty                       | Escalofrío                 | Fragilidad                 | [ 14 ]           |                  |
| 2005             | The Greatest Game Ever Played | El juego que hizo historia | El juego que hizo historia | [ 14 ]           |                  |

### Narrador
| Narrador | Narrador                             | Narrador                             | Narrador                             | Narrador   | Narrador |
| Año      | Título                               | Título                               | Título                               | Notas      | Ref.     |
| Año      | Título original                      | Título en España                     | Título en Hispanoamérica             | Notas      | Ref.     |
| -------- | ------------------------------------ | ------------------------------------ | ------------------------------------ | ---------- | -------- |
| 2003     | Ghosts of the Abyss                  | Misterios del Titanic                | Misterios del Titanic                | Cine       | [ 14 ]   |
| 2013     | JFK: The Day That Changed Everything | JFK: The Day That Changed Everything | JFK: The Day That Changed Everything | Documental | [ 29 ]   |

## Premios y nominaciones
Globos de Oro
| Año  | Categoría                                  | Trabajo nominado     | Resultado |
| ---- | ------------------------------------------ | -------------------- | --------- |
| 2010 | Mejor actor de serie de televisión - Drama | Big Love             | Candidato |
| 2008 | Mejor actor de serie de televisión - Drama | Big Love             | Candidato |
| 2007 | Mejor actor de serie de televisión - Drama | Big Love             | Candidato |
| 1999 | Mejor actor de miniserie o telefilme       | A Bright Shining Lie | Candidato |

Emmy
| Año  | Categoría                            | Trabajo nominado   | Resultado |
| ---- | ------------------------------------ | ------------------ | --------- |
| 2012 | Mejor actor de miniserie o telefilme | Hatfields & McCoys | Candidato |

Premios del Sindicato de Actores
| Año  | Categoría     | Trabajo nominado | Resultado |
| ---- | ------------- | ---------------- | --------- |
| 1998 | Mejor reparto | Titanic          | Candidato |
| 1996 | Mejor reparto | Apollo 13        | Ganador   |